# Valentina Stepanovna Grizodubova
Valentina Stepanovna Grizodubova (Charkiv, 14 aprile 1909 – Mosca, 28 aprile 1993) è stata un'aviatrice sovietica.
Fu fra le prime aviatrici sovietiche ad essere insignita del titolo di Eroe dell'Unione Sovietica e l'unica a ricevere anche il titolo di Eroe del lavoro socialista.

## Biografia

### Primi anni di vita e carriera prebellica
Nacque a Charkiv, nel Governatorato di Char'kov dell'Impero russo (attuale Ucraina), figlia di Stepan Vasil'evič Grizodubov, uno dei pionieri nella progettazione aeronautica russa. All'età di quattordici anni, effettuò il suo primo volo in solitario con l'aliante. Imparò a suonare il pianoforte e successivamente si diplomò sia al conservatorio che all'Istituto tecnico di Charkiv. Inoltre sapeva parlare diverse lingue straniere. Nel 1929 si diplomò presso l'Aeroclub Penza dell'associazione paramilitare Osoaviachim. Si addestrò anche nella scuola di volo di Charkiv.
Nel 1933 si diplomò alla scuola per il volo avanzato di Tula. Qui divenne istruttrice di volo e addestrò 86 piloti maschi, molti dei quali divennero in seguito Eroi dell'Unione Sovietica. Dal 1934 al 1938 volò in uno squadrone di "propaganda" intitolato a Maksim Gor'kij.
Ha volato su diversi tipi di velivoli e ha stabilito sette record mondiali tra cui uno per la massima altitudine raggiunta da un pilota donna su un idrovolante biposto, 3.267 metri (10718,5 piedi) il 15 ottobre 1937, (numero di file record FAI 121.16) tre record di velocità e uno per i voli a lunga distanza tra Mosca e Aqtöbe insieme a Marina Raskova.
Il 24-25 settembre 1938, volando come pilota in comando insieme a Marina Raskova come navigatore e Polina Osipenko come copilota, completò un volo di 5.910 chilometri chiamato Rodina (russo per "Patria") su un Antonov ANT -37, stabilendo il record femminile internazionale per un volo a distanza in linea retta (numero di file record FAI 10444). Aveva già accumulato 5000 ore di volo prima dello storico evento; dopo il volo lei ei membri del suo equipaggio divennero le prime donne insignite del titolo di Eroe dell'Unione Sovietica il 2 novembre 1938, ricevendo anche una ricompensa di 25.000 rubli.

### Seconda guerra mondiale
A partire dal marzo 1942 cominciò a prestare servizio nell'Armata Rossa. A maggio venne nominata primo comandante del 101º reggimento d'aviazione a lungo raggio, composto da circa 300 uomini: piloti, navigatori, ingegneri e personale di supporto a terra. La sua unità era equipaggiata con aerei da trasporto Lisunov Li-2 (versione su licenza del velivolo statunitense Douglas DC-3) e con piloti arruolati dall'aviazione civile.
Il Li-2 di Grizodubova aveva un equipaggio di sei aviatori: pilota, copilota, navigatore, tecnico di volo, operatore radio e mitragliere. L'unità aveva inizialmente il compito di bombardare le truppe nemiche, di volare verso i partigiani per fornirgli materiale di supporto e dal giugno 1942 di aiutare a rifornire la città di Leningrado durante il suo assedio. Successivamente, al 101 ° reggimento bombardieri a lungo raggio fu ordinato di bombardare le unità della Wehrmacht che avevano sfondato i fronti di Bryansk e sud-occidentale e si stavano dirigendo verso Voronezh. Grizodubova guidava il suo reggimento quasi ogni notte superando le difese antiaeree e i caccia notturni della Luftwaffe nelle aree di Kursk, Orel e L'gov.
Nel settembre 1942 il 101º reggimento aviazione a lungo raggio fu messo a disposizione del Comando Centrale del Movimento Partigiano. L'unità effettuò più di 1.850 sortite nelle aree controllate dai partigiani, consegnando circa 1.500 tonnellate di armi e munizioni, centinaia di tonnellate di apparecchiature radio, macchine per la stampa, cineprese e materiale di lettura per i leader partigiani. Inoltre il reggimento ha anche evacuato 2.500 partigiani feriti, orfani e senzatetto. Su iniziativa di Grizodubova, nel marzo 1943 i partigiani costruirono una pista di atterraggio improvvisata sulla riva destra del Dnepr, dove potevano essere stanziati fino a una dozzina di aerei durante il giorno. Il 27 maggio 1944 il suo reggimento ricevette il titolo onorifico Krasnosel'skiy per aver partecipato a rompere l'assedio di Leningrado. Quando Grizodubova fu richiamata a Mosca, nel giugno 1944, aveva effettuato circa 200 sortite. Due mesi dopo, il 30 agosto, il 101º reggimento d'aviazione a lungo raggio venne insignito dell'Ordine della bandiera rossa e, successivamente, dell'onorificenza di "Guardie".

### Dopoguerra
Negli anni quaranta prestò servizio come unica donna membro della "Commissione Straordinaria di Stato per l'accertamento e l'indagine sui crimini perpetrati dagli invasori fascisti tedeschi e dai loro complici" (Chrezvychainaia gosudarstvennaia komissiia or Чрезвычайная Государственная Комиссия; ChGK) incaricato di indagare sui crimini di guerra nazisti in Unione Sovietica e di stabilire la richiesta di risarcimento. Ha anche aiutato la futura cosmonauta Svetlana Evgen'evna Savickaja a diventare una pilota collaudatrice.

## Intitolazioni
Grizodubova è stata nominata cittadina onoraria di Penza. Una statua a lei dedicata si trova di fronte alla Kutuzovsky Prospekt 34 a Mosca. In diverse città di tutta l'ex Unione Sovietica le sono state dedicate diverse strade.

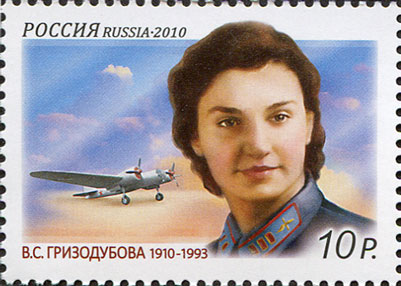
Grizodubova in un francobollo russo del 2010

## Onorificenze
- Eroe dell'Unione Sovietica (2 novembre 1938)
- Eroe del lavoro socialista (6 gennaio 1986)
- Due ordini di Lenin (2 novembre 1938 e 6 gennaio 1986)
- Ordine della Rivoluzione d'Ottobre (26 aprile 1971)
- Ordine della Guerra patriottica di I classe (12 marzo 1943)
- Ordine della bandiera rossa del lavoro (25 dicembre 1936)
- Ordine della Stella Rossa (19 dicembre 1937)
- medaglie della campagna e del giubileo[12]